# 한국모델협회
한국모델협회는 모델의 권익을 보호하고, 경제적, 사회적 지위향상을 도모하여 모델의 질서확립과 발전에 이바지하기 위하여 1976년 1월 20일 설립된 대한민국 문화체육관광부 소관의 사단법인이다. 사무실은 서울특별시 영등포구 여의도동 36-2 맨하탄 빌딩 1201호에 있었으나 현재(2014년 3월 20일) 강남구 봉은사로 105 동양빌딩 4층으로 이전 하였다. 매년 아시아에서 모델계의 가장 큰 행사인 아시아 모델상 시상식(AMFA)을 주최 하고 있으며 2015년 10회를 맞이 하게 된다.

## 주요 사업
- 모델활동을 통한 문화예술 진흥
- 모델문화발전을 위한 산학협동 및 관계업체와의 지정 협력사업